# Lee Cartwright
Lee Cartwright (født 19. september 1972) er en engelsk tidligere fodboldspiller, der spillede over 400 ligakampe for Preston North End.